# Eurocup 2022-23
La EuroCup 2022-23, por motivos de patrocinio 7DAYS EuroCup fue la XV edición de la era moderna de la competición Eurocup organizada por Euroleague Basketball. Esta temporada la competición cuenta con la participación de 20 equipos que lucharán por el título de campeón y, de paso, una plaza para la próxima edición de la Euroliga. 
La competición arrancó el 11 de octubre de 2022 y finalizó el 3 de mayo de 2023 tras la celebración de la Final, que ganó el Gran Canaria, derrotando al Türk Telekom B.K..

## Equipos participantes
Un total de 20 equipos de 13 ligas y naciones diferentes se dan cita en esta edición. Los 20 compiten desde la fase regular, en dos grupos de 10 equipos.
| Fase Regular                   | Fase Regular        | Fase Regular                | Fase Regular                   |
| ------------------------------ | ------------------- | --------------------------- | ------------------------------ |
| Gran Canaria                   | Joventut Badalona   | Cedevita Olimpija Ljubljana | Budućnost VOLI Podgorica       |
| Frutti Extra Bursaspor         | Turk Telekom Ankara | ratiopharm Ulm              | Veolia Towers Hamburg          |
| Germani Brescia                | Umana Reyer Venice  | Dolomiti Energía Trento     | 7Bet-Lietkabelis Panevezys     |
| Mincidelice JL Bourg en Bresse | París Basketball    | Slask Wroclaw               | Promitheas Patras              |
| Prometey Slobozhanske          | London Lions        | U-BT Cluj-Napoca            | Hapoel Vegan Friendly Tel Aviv |

## Sistema de competición y calendario
La EuroCup repite y apuesta fuerte por el formato estrenado la pasada temporada. Éste consistió en una fase de grupos, con 2 grupos de 10 equipos cada uno, en formato de liguilla con ida y vuelta. Posteriormente el torneo nos llevará a los octavos de finsl, donde los 8 primeros clasificados de los dos grupos se enfrentarán en un único partido, en cancha del equipo mejor clasificado. Es decir, el campeón del GA recibirá en su casa al octavo del GB y jugarán un único partido eliminatorio y así el resto de emparejamientos.
Los 8 supervivientes de la fase de octavos disputarán los cuartos de final de mismo formato que su ronda predecesora, así como se jugarán las dos semifinales.  
Para conocer el ganador de esta Eurocup, se disputará una final, nuevamente a único partido, donde además del título se otorgará una invitación al campeón para participar en la Euroliga 2023-24.
| Fase             | Jornada    | Fecha                               |
| ---------------- | ---------- | ----------------------------------- |
| Fase Regular     | Jornada 1  | 11 y 12 de octubre de 2022          |
| Fase Regular     | Jornada 2  | 18 y 19 de octubre de 2022          |
| Fase Regular     | Jornada 3  | 25 y 26 de octubre de 2022          |
| Fase Regular     | Jornada 4  | 1 y 2 de noviembre de 2022          |
| Fase Regular     | Jornada 5  | 22 y 23 de noviembre de 2022        |
| Fase Regular     | Jornada 6  | 29 y 30 de noviembre de 2022        |
| Fase Regular     | Jornada 7  | 6 y 7 de diciembre de 2022          |
| Fase Regular     | Jornada 8  | 13 y 14 de diciembre de 2022        |
| Fase Regular     | Jornada 9  | 20 y 21 de diciembre de 2022        |
| Fase Regular     | Jornada 10 | 10 y 11 de enero de 2023            |
| Fase Regular     | Jornada 11 | 17 y 18 de enero de 2023            |
| Fase Regular     | Jornada 12 | 24 y 25 de enero de 2023            |
| Fase Regular     | Jornada 13 | 31 de enero y 1 de febrero de 2023  |
| Fase Regular     | Jornada 14 | 7,8 de febrero y 2 de marzo de 2023 |
| Fase Regular     | Jornada 15 | 7 y 8 de marzo de 2023              |
| Fase Regular     | Jornada 16 | 14 y 15 de marzo de 2023            |
| Fase Regular     | Jornada 17 | 21 y 22 de marzo de 2023            |
| Fase Regular     | Jornada 18 | 28 y 29 de marzo de 2023            |
| Octavos de final |            | 11,12 y 13 de abril de 2023         |
| Cuartos de final |            | 19 de abril de 2023                 |
| Semifinales      |            | 26 de abril de 2023                 |
| Final            |            | 3 de mayo de 2023                   |

## Fase Regular
El 11 de octubre arrancó la competición con la primera jornada de la Fase Regular, concluyendo el 29 de marzo de 2023. Se decidió que esta etapa se disputase dividiendo a los 20 equipos en 2 grupos de 10 cada uno, tras sorteo (por coeficientes y con el condicionante de máximo dos equipos por liga en cada grupo por Italia, uno por grupo en el resto de ligas con doble representación). Los Grupos A y B se jugaron en formato de liguilla todos contra todos a ida y vuelta. Si bien es cierto que tras las 18 jornadas sólo quedaron eliminados 4 equipos (pasaron los 8 primeros de cada grupo) resultó ser muy importante también el orden dentro de la tabla en los 8 primeros lugares, ya que dependerá la localía de las eliminatorias  del ranking final de esta fase.

### Grupo A
| Pos. | Equipo                         | PJ | G  | P  | GF   | GC   | DG   | Pts | Clasificación             |  | PRM    | CJB    | ULM     | LIE   | JLB    | URV   | BRE   | FEB    | UBT    | COL    |
| ---- | ------------------------------ | -- | -- | -- | ---- | ---- | ---- | --- | ------------------------- |  | ------ | ------ | ------- | ----- | ------ | ----- | ----- | ------ | ------ | ------ |
| 1    | Prometey Slobozhanske          | 18 | 14 | 4  | 1585 | 1483 | +102 | 32  | Clasificados para Octavos |  | —      | 95-90  | 105-106 | 82-71 | 96-82  | 93-76 | 79-72 | 90-84  | 105-82 | 94-68  |
| 2    | Joventut Badalona              | 18 | 13 | 5  | 1521 | 1408 | +113 | 31  | Clasificados para Octavos |  | 82-77  | —      | 82-76   | 81-60 | 80-85  | 90-87 | 80-63 | 83-82  | 104-81 | 96-91  |
| 3    | ratiopharm Ulm                 | 18 | 11 | 7  | 1513 | 1504 | +9   | 29  | Clasificados para Octavos |  | 78-83  | 54-68  | —       | 78-69 | 110-98 | 81-80 | 90-98 | 92-86  | 91-71  | 97-85  |
| 4    | 7Bet-Lietkabelis Panevezys     | 18 | 10 | 8  | 1425 | 1458 | −33  | 28  | Clasificados para Octavos |  | 72-80  | 76-90  | 80-76   | —     | 92-88  | 87-84 | 79-70 | 88-85  | 89-84  | 104-98 |
| 5    | Mincidelice JL Bourg en Bresse | 18 | 9  | 9  | 1477 | 1505 | −28  | 27  | Clasificados para Octavos |  | 92-85  | 65-86  | 78-85   | 86-73 | —      | 86-79 | 66-74 | 80-89  | 88-85  | 90-91  |
| 6    | Umana Reyer Venice             | 18 | 9  | 9  | 1453 | 1388 | +65  | 27  | Clasificados para Octavos |  | 71-75  | 74-80  | 89-69   | 74-71 | 73-79  | —     | 90-64 | 78-65  | 95-90  | 76-68  |
| 7    | Germani Brescia                | 18 | 8  | 10 | 1423 | 1429 | −6   | 26  | Clasificados para Octavos |  | 104-70 | 85-75  | 72-85   | 65-74 | 69-71  | 60-80 | —     | 110-74 | 103-84 | 84-82  |
| 8    | Frutti Extra Bursaspor         | 18 | 8  | 10 | 1520 | 1526 | −6   | 26  | Clasificados para Octavos |  | 92-94  | 81-72  | 86-90   | 75-69 | 92-82  | 73-89 | 86-76 | —      | 95-80  | 111-93 |
| 9    | U-BT Cluj-Napoca               | 18 | 5  | 13 | 1517 | 1607 | −90  | 23  | Eliminados                |  | 87-96  | 98-82  | 81-84   | 75-77 | 79-88  | 80-85 | 91-86 | 87-83  | —      | 94-76  |
| 10   | Cedevita Olimpija Ljubljana    | 18 | 3  | 15 | 1499 | 1625 | −126 | 21  | Eliminados                |  | 89-94  | 78-100 | 108-78  | 87-94 | 75-88  | 77-73 | 80-83 | 73-81  | 80-88  | —      |

 Fuente: 
Nota: Los puntos encajados y anotados en las prórrogas no suman en la clasificación. En caso de empate entre dos equipos decide el average particular.

### Grupo B
| Pos. | Equipo                         | PJ | G  | P  | GF   | GC   | DG   | Pts | Clasificación             |  | GCA   | TTA   | HTA    | PRO     | PBB    | BUD    | LDN    | HHT    | TRE   | WKS    |
| ---- | ------------------------------ | -- | -- | -- | ---- | ---- | ---- | --- | ------------------------- |  | ----- | ----- | ------ | ------- | ------ | ------ | ------ | ------ | ----- | ------ |
| 1    | Gran Canaria                   | 18 | 15 | 3  | 1535 | 1411 | +124 | 33  | Clasificados para Octavos |  | —     | 89-79 | 85-83  | 91-72   | 118-99 | 79-71  | 87-69  | 86-73  | 94-88 | 92-81  |
| 2    | Turk Telekom Ankara            | 18 | 13 | 5  | 1516 | 1412 | +104 | 31  | Clasificados para Octavos |  | 81-88 | —     | 89-77  | 85-75   | 75-90  | 77-72  | 102-74 | 98-74  | 81-66 | 76-63  |
| 3    | Hapoel Vegan Friendly Tel Aviv | 18 | 13 | 5  | 1589 | 1395 | +194 | 31  | Clasificados para Octavos |  | 92-70 | 84-82 | —      | 108-69  | 95-79  | 64-70  | 76-59  | 91-85  | 93-63 | 103-73 |
| 4    | Promitheas Patras              | 18 | 11 | 7  | 1482 | 1504 | −22  | 29  | Clasificados para Octavos |  | 93-82 | 83-98 | 83-100 | —       | 88-81  | 81-72  | 67-77  | 81-77  | 84-71 | 90-66  |
| 5    | Paris Basketball               | 18 | 10 | 8  | 1545 | 1539 | +6   | 28  | Clasificados para Octavos |  | 81-89 | 96-77 | 86-100 | 71-74   | —      | 103-87 | 85-96  | 87-84  | 86-75 | 89-85  |
| 6    | Budućnost VOLI Podgorica       | 18 | 9  | 9  | 1396 | 1348 | +48  | 27  | Clasificados para Octavos |  | 69-94 | 71-84 | 89-79  | 95-89   | 74-77  | —      | 78-68  | 66-73  | 73-58 | 82-71  |
| 7    | London Lions                   | 18 | 8  | 10 | 1454 | 1454 | 0    | 26  | Clasificados para Octavos |  | 57-60 | 84-89 | 93-95  | 89-93   | 80-93  | 78-87  | —      | 83-66  | 80-75 | 97-80  |
| 8    | Veolia Towers Hamburg          | 18 | 6  | 12 | 1459 | 1535 | −76  | 24  | Clasificados para Octavos |  | 76-83 | 83-88 | 98-91  | 103-105 | 91-74  | 59-87  | 75-103 | —      | 89-87 | 87-83  |
| 9    | Dolomiti Energía Trento        | 18 | 4  | 14 | 1315 | 1471 | −156 | 22  | Eliminados                |  | 75-72 | 72-80 | 60-78  | 76-89   | 86-91  | 79-76  | 70-84  | 85-80  | —     | 72-61  |
| 10   | Slask Wroclaw                  | 18 | 1  | 17 | 1312 | 1534 | −222 | 19  | Eliminados                |  | 79-91 | 71-75 | 76-87  | 76-78   | 69-77  | 58-98  | 76-83  | 64-100 | 80-57 | —      |

 Fuente: 
Nota: Los puntos encajados y anotados en las prórrogas no suman en la clasificación. En caso de empate entre dos equipos decide el average particular.

## 7DAYS EuroCup playoffs
|  | Octavos de Final               | Octavos de Final    |                                |     | Cuartos de Final | Cuartos de Final |  |  | Semifinales | Semifinales |  |  | FINAL | FINAL |
|  |                                |                     |                                |     |                  |                  |  |  |             |             |  |  |       |       |
|  |                                |                     |                                |     |                  |                  |  |  |             |             |  |  |       |       |
|  |                                |                     |                                |     |                  |                  |  |  |             |             |  |  |       |       |
|  | Prometey Slobozhanske          | 87                  |                                |     |                  |                  |  |  |             |             |  |  |       |       |
|  | Prometey Slobozhanske          | 87                  |                                |     |                  |                  |  |  |             |             |  |  |       |       |
|  | Veolia Towers Hamburg          | 79                  |                                |     |                  |                  |  |  |             |             |  |  |       |       |
|  | Veolia Towers Hamburg          | 79                  | Prometey Slobozhanske          | 80  |                  |                  |  |  |             |             |  |  |       |       |
|  |                                |                     | Prometey Slobozhanske          | 80  |                  |                  |  |  |             |             |  |  |       |       |
|  |                                | Promitheas Patras   | 57                             |     |                  |                  |  |  |             |             |  |  |       |       |
|  | Promitheas Patras              | Promitheas Patras   | 57                             | 89  |                  |                  |  |  |             |             |  |  |       |       |
|  | Promitheas Patras              |                     |                                | 89  |                  |                  |  |  |             |             |  |  |       |       |
|  | Mincidelice JL Bourg en Bresse | 75                  |                                |     |                  |                  |  |  |             |             |  |  |       |       |
|  | Mincidelice JL Bourg en Bresse | 75                  | Prometey Slobozhanske          | 74  |                  |                  |  |  |             |             |  |  |       |       |
|  |                                |                     | Prometey Slobozhanske          | 74  |                  |                  |  |  |             |             |  |  |       |       |
|  |                                | Turk Telekom Ankara | 76                             |     |                  |                  |  |  |             |             |  |  |       |       |
|  | ratiopharm Ulm                 | Turk Telekom Ankara | 76                             | 92  |                  |                  |  |  |             |             |  |  |       |       |
|  | ratiopharm Ulm                 |                     |                                | 92  |                  |                  |  |  |             |             |  |  |       |       |
|  | Budućnost VOLI Podgorica       | 83                  |                                |     |                  |                  |  |  |             |             |  |  |       |       |
|  | Budućnost VOLI Podgorica       | 83                  | ratiopharm Ulm                 | 76  |                  |                  |  |  |             |             |  |  |       |       |
|  |                                |                     | ratiopharm Ulm                 | 76  |                  |                  |  |  |             |             |  |  |       |       |
|  |                                | Turk Telekom Ankara | 86                             |     |                  |                  |  |  |             |             |  |  |       |       |
|  | Turk Telekom Ankara            | Turk Telekom Ankara | 86                             | 77  |                  |                  |  |  |             |             |  |  |       |       |
|  | Turk Telekom Ankara            |                     |                                | 77  |                  |                  |  |  |             |             |  |  |       |       |
|  | Germani Brescia                | 69                  |                                |     |                  |                  |  |  |             |             |  |  |       |       |
|  | Germani Brescia                | 69                  | Turk Telekom Ankara            | 67  |                  |                  |  |  |             |             |  |  |       |       |
|  |                                |                     | Turk Telekom Ankara            | 67  |                  |                  |  |  |             |             |  |  |       |       |
|  |                                | Gran Canaria        | 71                             |     |                  |                  |  |  |             |             |  |  |       |       |
|  | Gran Canaria                   | Gran Canaria        | 71                             | 72  |                  |                  |  |  |             |             |  |  |       |       |
|  | Gran Canaria                   |                     |                                | 72  |                  |                  |  |  |             |             |  |  |       |       |
|  | Frutti Extra Bursaspor         | 66                  |                                |     |                  |                  |  |  |             |             |  |  |       |       |
|  | Frutti Extra Bursaspor         | 66                  | Gran Canaria                   | 104 |                  |                  |  |  |             |             |  |  |       |       |
|  |                                |                     | Gran Canaria                   | 104 |                  |                  |  |  |             |             |  |  |       |       |
|  |                                | Paris Basketball    | 74                             |     |                  |                  |  |  |             |             |  |  |       |       |
|  | 7Bet-Lietkabelis Panevezys     | Paris Basketball    | 74                             | 97  |                  |                  |  |  |             |             |  |  |       |       |
|  | 7Bet-Lietkabelis Panevezys     |                     |                                | 97  |                  |                  |  |  |             |             |  |  |       |       |
|  | Paris Basketball               | 98                  |                                |     |                  |                  |  |  |             |             |  |  |       |       |
|  | Paris Basketball               | 98                  | Gran Canaria                   | 89  |                  |                  |  |  |             |             |  |  |       |       |
|  |                                |                     | Gran Canaria                   | 89  |                  |                  |  |  |             |             |  |  |       |       |
|  |                                | Joventut Badalona   | 86                             |     |                  |                  |  |  |             |             |  |  |       |       |
|  | Hapoel Vegan Friendly Tel Aviv | Joventut Badalona   | 86                             | 90  |                  |                  |  |  |             |             |  |  |       |       |
|  | Hapoel Vegan Friendly Tel Aviv |                     |                                | 90  |                  |                  |  |  |             |             |  |  |       |       |
|  | Umana Reyer Venice             | 80                  |                                |     |                  |                  |  |  |             |             |  |  |       |       |
|  | Umana Reyer Venice             | 80                  | Hapoel Vegan Friendly Tel Aviv | 74  |                  |                  |  |  |             |             |  |  |       |       |
|  |                                |                     | Hapoel Vegan Friendly Tel Aviv | 74  |                  |                  |  |  |             |             |  |  |       |       |
|  |                                | Joventut Badalona   | 82                             |     |                  |                  |  |  |             |             |  |  |       |       |
|  | Joventut Badalona              | Joventut Badalona   | 82                             | 89  |                  |                  |  |  |             |             |  |  |       |       |
|  | Joventut Badalona              |                     |                                | 89  |                  |                  |  |  |             |             |  |  |       |       |
|  | London Lions                   | 78                  |                                |     |                  |                  |  |  |             |             |  |  |       |       |
|  | London Lions                   | 78                  |                                |     |                  |                  |  |  |             |             |  |  |       |       |

## Octavos de final

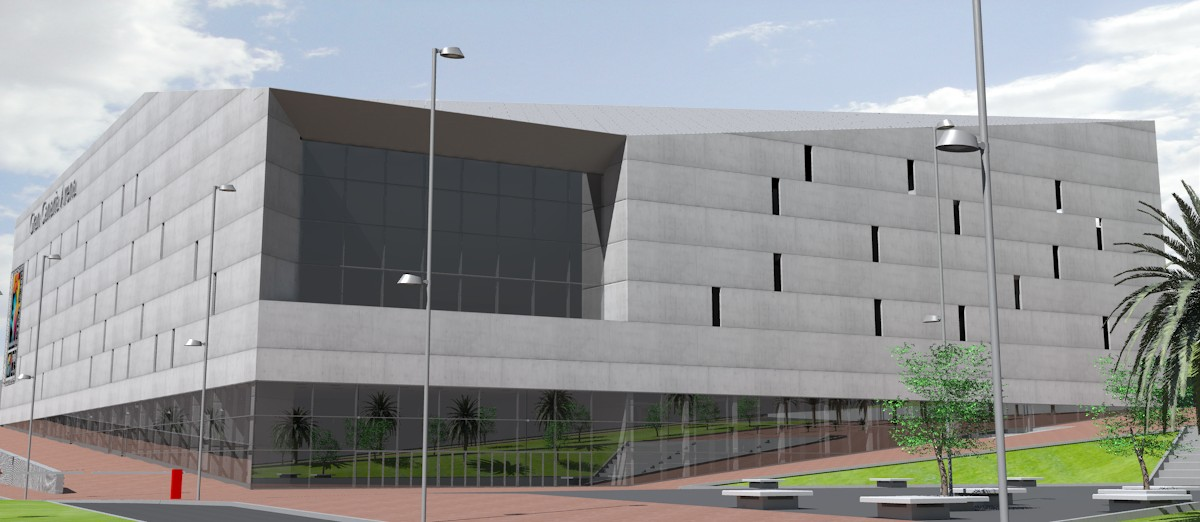
Gran Canaria Arena - fachada Norte.

Los dieciséis equipos clasificados se jugaron su pase a Cuartos a una sola carta. La localía de los 8 partidos de esta ronda se definió gracias al puesto conseguido en la Fase Regular. 
La disposición de enfrentamientos en esta tanda eliminatoria fue la siguiente; A1-B8/B4-A5/A3-B6/B2-A7/B1-A8/A4-B5/B3-A6/A2-B7. 
Los partidos se jugaron los días 11,12 y 13 de abril de 2023.
Partidos
| 11 de abril de 2023 - 19:00 (EEST) Octavo A | Prometey Slobozhanske                                        | 87–79            | Veolia Towers Hamburg                                      | Riga |  |
|                                             | Parciales: 28-20, 20-20, 21-16, 18-23                        |                  |                                                            | |  |
|                                             | Estadísticas Sydorov 21 D. J. Stephens 9 Clavell 7 Balvín 25 | Pts Reb Asts Val | Estadísticas 19 Childs, Cleary 12 Childs 5 Samar 23 Childs | Pabellón: Arēna Rīga Asistencia: 1.708 espectadores Árbitros: Carlos CORTÉS Artūras ŠUKYS Sébastien CLIVAZ |  |

| 12 de abril de 2023 - 21:00 (EEST) Octavo B | Promitheas Patras                                                    | 89–75            | Mincidelice JL Bourg en Bresse                   | Patras |  |
|                                             | Parciales: 24-13, 17-20, 20-22, 28-20                                |                  |                                                  | |  |
|                                             | Estadísticas Cowan, Kulboka 20 Cowan, Conditt IV 6 Cowan 10 Cowan 32 | Pts Reb Asts Val | Estadísticas 16 Floyd 10 Pelos 9 Julien 19 Pelos | Pabellón: Dimitris Tofalos Arena Asistencia: 1.459 espectadores Árbitros: Gytis VILIUS Jakub ZAMOJSKI Eduard UDYANSKYY |  |

| 12 de abril de 2023 - 19:30 (CEST) Octavo C | ratiopharm Ulm                                             | 92–83            | Budućnost VOLI Podgorica                             | Ulm |  |
|                                             | Parciales: 16-30, 26-23, 26-9, 24-21                       |                  |                                                      | |  |
|                                             | Estadísticas Caboclo 19 Caboclo 11 dos Santos 7 Caboclo 24 | Pts Reb Asts Val | Estadísticas 29 Green 11 Kaba 8 Bell-Haynes 30 Green | Pabellón: ratipoharm Arena Asistencia: 3.695 espectadores Árbitros: Daniel HIERREZUELO Leandro LEZCANO Hüseyin ÇELIK |  |

| 13 de abril de 2023 - 20:45 (TRT) Octavo D | Turk Telekom Ankara                                          | 77–69            | Germani Brescia                                                              | Ankara |  |
|                                            | Parciales: 17-15, 19-23, 23-20, 18-11                        |                  |                                                                              | |  |
|                                            | Estadísticas Bouteille 21 Yilmaz 12 Taylor, Grant 6 Jones 25 | Pts Reb Asts Val | Estadísticas 20 C. J. Massinburg 8 Gabriel 5 Della Valle 20 C. J. Massinburg | Pabellón: Ankara Spor Salonu Asistencia: 6.296 espectadores Árbitros: Oļegs LATIŠEVS Robert VYKLICKY Dragan POROBIĆ |  |

| 12 de abril de 2023 - 20:15 (WEST) Octavo E | Gran Canaria                                         | 72–66            | Frutti Extra Bursaspor                                            | Las Palmas de G.C.                                                                                               |  |
|                                             | Parciales: 14-18, 19-17, 17-14, 22-17                |                  |                                                                   | |  |
|                                             | Estadísticas Shurna 17 Brussino 7 Albicy 5 Shurna 18 | Pts Reb Asts Val | Estadísticas 22 Bitim 14 Auguste 3 Dudzinski, Clemmons 22 Auguste | Pabellón: Gran Canaria Arena Asistencia: 6.203 espectadores Árbitros: Mehdi DIFALLAH Sergio SILVA Thomas BISSUEL |  |

| 12 de abril de 2023 - 19:00 (EEST) Octavo F | 7Bet-Lietkabelis Panevezys                                 | 97–98            | Paris Basketball                                         | Panevėžys |  |
|                                             | Parciales: 24-19, 21-27, 29-25, 23-27                      |                  |                                                          | |  |
|                                             | Estadísticas Morris 23 Lipkevičius 9 Kullamäe 5 Golomán 24 | Pts Reb Asts Val | Estadísticas 22 Begarin 9 Kamagate 10 Wallace 24 Wallace | Pabellón: Cido Arena Asistencia: 4.261 espectadores Árbitros: Miguel Ángel PÉREZ Igor DRAGOJEVIĆ Denis HADŽIĆ |  |

| 12 de abril de 2023 - 21:00 (EEST) Octavo G | Hapoel Vegan Friendly Tel Aviv                              | 90–80            | Umana Reyer Venice                                                                  | Tel Aviv |  |
|                                             | Parciales: 24-16, 24-16, 29-23, 13-25                       |                  |                                                                                     | |  |
|                                             | Estadísticas Munford, Timor 13 Munford 9 Brown 8 Munford 18 | Pts Reb Asts Val | Estadísticas 18 Granger 5 Willis, Brooks, Tessitori 4 De Nicolao 21 Granger, Willis | Pabellón: Shlomo Group Arena Asistencia: 3.536 espectadores Árbitros: Anne PANTHER Hugues THEPENIER Marko JURAS |  |

| 12 de abril de 2023 - 20:00 (CEST) Octavo H | Joventut Badalona                            | 89–78            | London Lions                                                                     | Badalona |  |
|                                             | Parciales: 19-12, 20-19, 25-27, 25-20        |                  |                                                                                  | |  |
|                                             | Estadísticas Tomić 16 Tomić 9 Guy 7 Tomić 24 | Pts Reb Asts Val | Estadísticas 19 Zubčić 3 Zubčić, Taylor, Mo Soluade, Oni 5 Oni, Nelson 22 Zubčić | Pabellón: Olímpic de Badalona Asistencia: 7.105 espectadores Árbitros: Saša PUKL Maxime BOUBERT Noam GORDON |  |

## Cuartos de final
En esta ronda se jugaron cuatro partidos de eliminación única el 19 de abril de 2023. El Grupo B de la Fase Regular se presentó con 5 representantes por sólo 3 del Grupo A. Los cuatro emparejamientos fueron frutos del Cuadro Final.
Las localías de los partidos correspondieron al mejor clasificado en la Fase Regular de cada eliminatoria, es por ello que:
| Locales                    |
| -------------------------- |
| Prometey Slobozhanske (A1) |
| Turk Telekom Ankara (B2)   |
| Gran Canaria (B1)          |
| Joventut Badalona (A2)     |

| Visitantes                          |
| ----------------------------------- |
| Promitheas Patras (B4)              |
| ratiopharm Ulm (A3)                 |
| Paris Basketball (B5)               |
| Hapoel Vegan Friendly Tel Aviv (B3) |

Partidos
| 19 de abril de 2023 - 19:00 (EEST) Cuarto A | Prometey Slobozhanske                                    | 80–57            | Promitheas Patras                                                     | Riga |  |
|                                             | Parciales: 25-16, 18-13, 19-11, 18-17                    |                  |                                                                       | |  |
|                                             | Estadísticas D. J. Stephens 17 Balvín 8 Agada 7 Agada 16 | Pts Reb Asts Val | Estadísticas 15 Thomasson 5 Dangubić 4 Cowan 15 Thomasson, Conditt IV | Pabellón: Arēna Rīga Asistencia: 2.427 espectadores Árbitros: Mehdi DIFALLAH Tomasz TRAWICKI Dragan POROBIĆ |  |

| 19 de abril de 2023 - 19:30 (TRT) Cuarto B | Turk Telekom Ankara                                     | 86–76            | ratiopharm Ulm                                                | Ankara |  |
|                                            | Parciales: 14-22, 20-15, 16-20, 36-19                   |                  |                                                               | |  |
|                                            | Estadísticas Grant, Jones 20 Sestina 8 Grant 7 Grant 31 | Pts Reb Asts Val | Estadísticas 21 dos Santos 10 Caboclo 5 dos Santos 26 Caboclo | Pabellón: Ankara Spor Salonu Asistencia: 6.723 espectadores Árbitros: Milan NEDOVIĆ Joseph BISSANG Adar PEER |  |

| 19 de abril de 2023 - 20:45 (WEST) Cuarto C | Gran Canaria                                                                     | 104–74           | Paris Basketball                                         | Las Palmas de G.C. |  |
|                                             | Parciales: 32-30, 29-18, 21-12, 22-14                                            |                  |                                                          | |  |
|                                             | Estadísticas Inglis 23 Inglis, Albicy, Benite, Shurna, Diop 4 Bassas 5 Inglis 25 | Pts Reb Asts Val | Estadísticas 18 Begarin 6 Kamagate 5 Wallace 18 Kamagate | Pabellón: Gran Canaria Arena Asistencia: 8.093 espectadores Árbitros: Robert LOTTERMOSER Luka KARDUM Eduard UDYANSKYY |  |

| 19 de abril de 2023 - 20:00 (CEST) Cuarto D | Joventut Badalona                                                      | 82–74            | Hapoel Vegan Friendly Tel Aviv                   | Badalona |  |
|                                             | Parciales: 22-7, 18-22, 20-22, 22-23                                   |                  |                                                  | |  |
|                                             | Estadísticas Tomić, Brodziansky 16 Feliz 8 Guy 8 Tomić, Brodziansky 22 | Pts Reb Asts Val | Estadísticas 21 Brown 10 Onuaku 4 Brown 23 Brown | Pabellón: Olímpic de Badalona Asistencia: 7.217 espectadores Árbitros: Gytis VILIUS Tomislav HORDOV PEERANDI |  |

## Semifinales
Los cuatro equipos supervivientes de la ronda de cuartos se enfrentaron en un partido súbito el 26 de abril de 2023 para acceder a la final. Ambos grupos presentadron a sus dos primeros clasificados en estas semifinales.
Estos partidos fueron frutos del Cuadro Final. 
Las localías de los partidos corresponden al mejor clasificado en la Fase Regular de cada eliminatoria, es por ello que:
Partidos
| 26 de abril de 2023 - 19:00 (EEST) Semifinal A | Prometey Slobozhanske                               | 74–76            | Turk Telekom Ankara                                 | Riga |  |
|                                                | Parciales: 25-16, 13-25, 18-20, 18-15               |                  |                                                     | |  |
|                                                | Estadísticas Clavell 19 Balvín 9 Balvín 5 Balvín 20 | Pts Reb Asts Val | Estadísticas 19 Grant 14 Jones 6 Grant 22 Bouteille | Pabellón: Arēna Rīga Asistencia: 4.344 espectadores Árbitros: Matej BOLTAUZER Piotr PASTUSIAK Saulius RACYS |  |

| 26 de abril de 2023 - 20:00 (WEST) Semifinal B | Gran Canaria                                                | 89–86            | Joventut Badalona                                           | Las Palmas de G.C.                                                                                            |  |
|                                                | Parciales: 18-15, 24-28, 23-13, 24-30                       |                  |                                                             | |  |
|                                                | Estadísticas Albicy 17 Diop 6 A. J. Slaughter 6 Brussino 20 | Pts Reb Asts Val | Estadísticas 21 Feliz 7 Brodziansky, Tomić 6 Feliz 23 Feliz | Pabellón: Gran Canaria Arena Asistencia: 8.936 espectadores Árbitros: Milivoje JOVČIĆ Amit BALAK Gentian CICI |  |

## Final
El 3 de mayo se celebró la FINAL entre Gran Canaria y Turk Telekom Ankara. Además del que sería el primer título para ambos, se asignará una plaza para jugar la Euroliga 2023-24 al campeón. 
Los dos jugarán su tercer y más importante partido entre ellos, pues estuvieron encuadrados en el Grupo B de la Fase de Regular. En esa ronda el equipo canario venció los dos enfrentamientos y terminó como 1.º de grupo, mientras que los turcos finalizaron en el 2.º lugar. Precisamente debido a las plazas tras las 18 jornadas de Fase de Regular, el partido se jugará en la cancha del mejor clasificado, por tanto en el Gran Canaria Arena. 
Para el Gran Canaria esta será su segunda final, tras ser subcampeón en la 14-15, mientras que el Turk Telekom Ankara debuta en una final. 
| Las Palmas de G.C.                          |
| ------------------------------------------- |
| Gran Canaria Arena                          |
| Capacidad: 11.500                           |
| 28°06′10″N 15°27′26″O / 28.10278, -15.45722 |
|                                             |

| 3 de mayo de 2023 - (WEST) GRAN FINAL | Gran Canaria                                                                    | 71–67                    | Turk Telekom Ankara                                                             | Las Palmas de G.C.                                                                                      |  |
|                                       | Parciales: 29-23, 21-10, 11-22, 10-12                                           |                          |                                                                                 | |  |
|                                       | Estadísticas John Shurna 18 Olek Balcerowski 5 Andrew Albicy 3 Andrew Albicy 18 | Reporte Pts Reb Asts Val | Estadísticas 17 Axel Bouteille 11 Tyrique Jones 4 Jerian Grant 27 Tyrique Jones | Pabellón: Gran Canaria Arena Asistencia: 9.869 espectadores Árbitros: Saša Pukl Rain Peerandi Adar Peer |  |

| Campeón 7DAYS EUROCUP 22-23 |
| --------------------------- |
| Gran Canaria 1er título     |

## Distinciones individuales
Jugador de la Jornada en los Play-offs
| Jugador          | Club                | Val.  | Ref.  |
| FINAL            | FINAL               | FINAL | FINAL |
| ---------------- | ------------------- | ----- | ----- |
| John Shurna      | Gran Canaria        | 13    | [ 3 ] |
| Semifinales      |                     |       |       |
| Axel Bouteille   | Turk Telekom Ankara | 22    | [ 4 ] |
| Cuartos de final |                     |       |       |
| Jerian Grant     | Turk Telekom Ankara | 31    | [ 5 ] |
| Octavos de final |                     |       |       |
| Anthony Cowan    | Promitheas Patras   | 32    | [ 6 ] |

Jugador de la Jornada Fase Regular
| Jornada | Jugador                           | Equipo                                                        | Val. | Ref.   |
| ------- | --------------------------------- | ------------------------------------------------------------- | ---- | ------ |
| 1       | Arnoldas Kulboka                  | Promitheas Patras                                             | 31   | [ 7 ]  |
| 2       | Ovie Soko J'Covan Brown Joe Young | London Lions Hapoel Vegan Friendly Tel Aviv Promitheas Patras | 39   | [ 8 ]  |
| 3       | Jordan Floyd                      | Mincidelice JL Bourg en Bresse                                | 31   | [ 9 ]  |
| 4       | Jaylen Hoard                      | Hapoel Vegan Friendly Tel Aviv                                | 33   | [ 10 ] |
| 5       | Dave Dudzinski                    | Frutti Extra Bursaspor                                        | 28   | [ 11 ] |
| 6       | Ismaël Kamagate                   | Paris Basketball                                              | 41   | [ 12 ] |
| 7       | Derek Willis                      | Umana Reyer Venice                                            | 31   | [ 13 ] |
| 8       | Ondřej Balvín                     | Prometey Slobozhanske                                         | 34   | [ 14 ] |
| 9       | Jordan McRae                      | Hapoel Vegan Friendly Tel Aviv                                | 32   | [ 15 ] |
| 10      | Jordan McRae                      | Hapoel Vegan Friendly Tel Aviv                                | 40   | [ 16 ] |
| 11      | J'Covan Brown                     | Hapoel Vegan Friendly Tel Aviv                                | 33   | [ 17 ] |
| 12      | Arnoldas Kulboka                  | Promitheas Patras                                             | 36   | [ 18 ] |
| 13      | Chinanu Onuaku                    | Hapoel Vegan Friendly Tel Aviv                                | 35   | [ 19 ] |
| 14      | Jordan McRae                      | Hapoel Vegan Friendly Tel Aviv                                | 31   | [ 20 ] |
| 15      | Mitchell Watt                     | Umana Reyer Venice                                            | 34   | [ 21 ] |
| 16      | Anthony Cowan                     | Promitheas Patras                                             | 34   | [ 22 ] |
| 17      | Anthony Cowan                     | Promitheas Patras                                             | 38   | [ 23 ] |
| 18      | Jaylen Hoard                      | Hapoel Vegan Friendly Tel Aviv                                | 34   | [ 24 ] |

Nota: Para optar a este galardón solo computan los mejores valorados por jornada de los equipos que vencieran en la misma.
Líderes estadísticos tras la Fase Regular
| Apartado estadístico | Media por partido | Jugador                                  | Club                                               |
| -------------------- | ----------------- | ---------------------------------------- | -------------------------------------------------- |
| Valoración           | 18.5 21.4         | Jerian Grant (18) Yogi Ferrell (17)      | Turk Telekom Ankara Cedevita Olimpija Ljubljana    |
| Puntos               | 17.7 18.9         | Axel Bouteille (18) Sam Dekker (15)      | Turk Telekom Ankara London Lions                   |
| Rebotes              | 8.6 10.5          | Ismaël Kamagate (18) Alpha Kaba (17)     | Paris Basketball Budućnost VOLI Podgorica          |
| Asistencias          | 6.2 6.8           | Jerian Grant (18) J'Covan Brown (16)     | Turk Telekom Ankara Hapoel Vegan Friendly Tel Aviv |
| Recuperaciones       | 1.9 2.5           | Erkan Yilmaz (18) Jeremiah Martin (17)   | Turk Telekom Ankara Slask Wroclaw                  |
| Tapones              | 1.5 1.6           | Ismaël Kamagate (18) Chinanu Onuaku (14) | Paris Basketball Hapoel Vegan Friendly Tel Aviv    |

Nota: La cifra que aparece entre paréntesis tras el nombre de cada jugador indica los partidos jugados por el mismo.